# Taehyun
Kang Tae-hyun (강태현), né le 5 février 2002 à Séoul et connu sous le nom de Taehyun (태현), est un chanteur et danseur faisant partie du groupe Tomorrow X Together, lancé en 2019.

## Biographie
Quand il était jeune, Taehyun était fan de Justin Bieber.
Après avoir été trainee, Taehyun rejoint le groupe Tomorrow X Together en 2019.
Il a collaboré à l'écriture et à la composition de plusieurs chansons du groupe notamment : What If I Had Been That Puma, MOA Diary (Dubaddu Wari Wari), Thursday's Child Has Far To Go, Tinnitus (Wanna Be a Rock), Growing Pain et I'll See You There Tomorrow.
Il a présenté avec Huening Kai l'émission de radio Listen sur EBS Radio.

## Discographie

### Collaborations
- 2022 : PS5 avec Salem Ilese, Alan Walker et Yeonjun[4]
- 2024 : Perfect Storm avec Tomohisa Yamashita[5]